# Myrmecodia oksapminensis
Myrmecodia oksapminensis là một loài thực vật có hoa trong họ Thiến thảo. Loài này được Huxley & Jebb mô tả khoa học đầu tiên năm 1993.